# 아마추어 레슬링

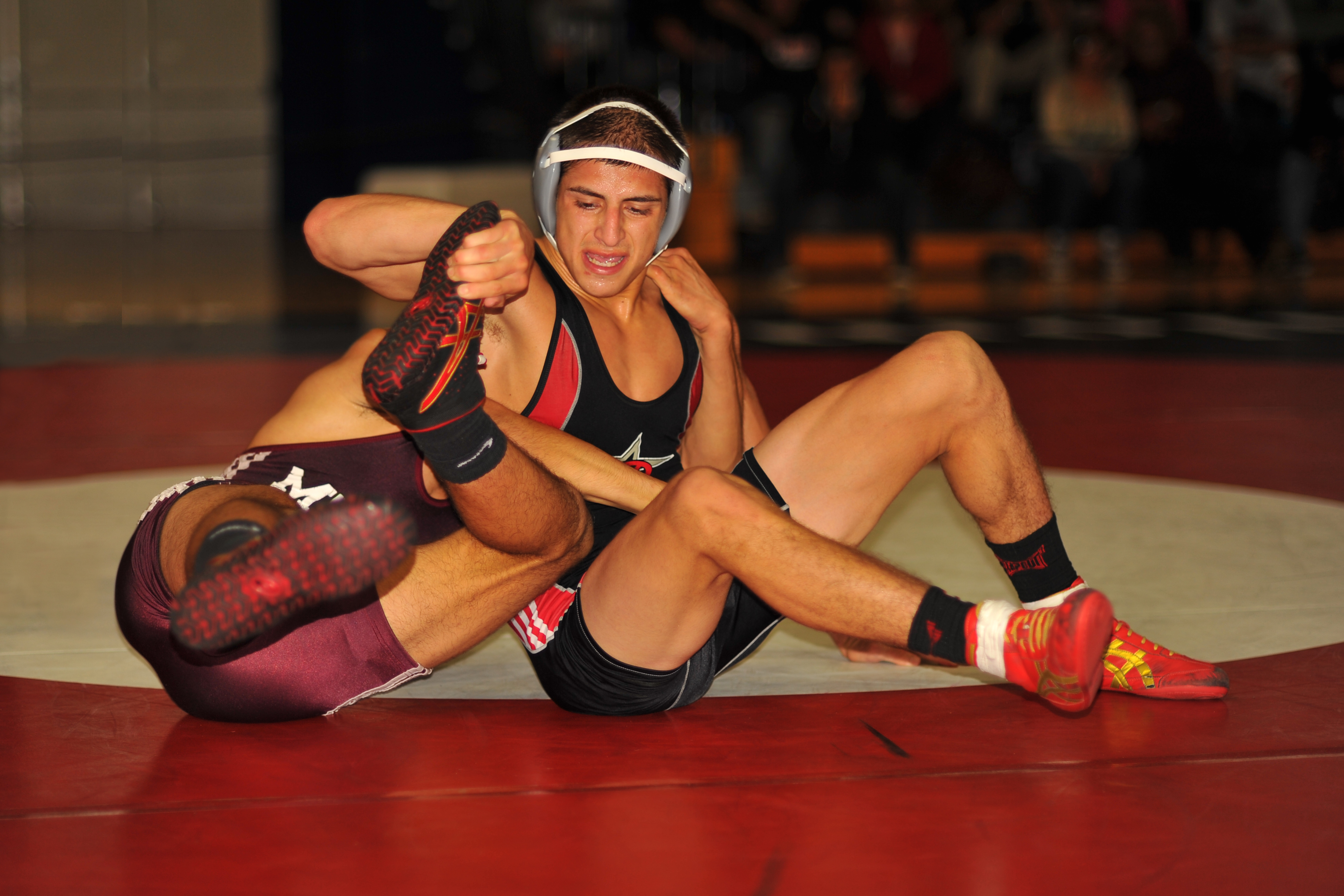
2012년 아마추어 레슬링 시합에서 경쟁하는 두 레슬링 선수

아마추어 레슬링(amateur wrestling)은 올림픽, 대학, 학자 및 기타 수준에서 실시되는 레슬링의 변형이다. 올림픽 게임에는 자유형과 그레코로만형의 두 가지 국제 레슬링 스타일이 있으며, 둘 다 UWW(세계 레슬링 연합)가 관리한다.
중학교와 고등학교 수준에서 레슬링 선수들은 스콜라스틱 레슬링에서 경쟁한다. 대학 레슬링에서는 일부 스콜라 레슬링 규칙에 약간의 차이가 있다.
격투기 종목인 종합격투기(MMA)의 인기가 급상승하면서 스포츠 내에서의 효율성과 핵심 종목으로서의 고려로 인해 아마추어 레슬링에 대한 관심이 높아지고 있다.

## 같이 보기
- 자유형 레슬링
- 그레코로만형 레슬링